# Radnevo Peak
Radnevo Peak är en bergstopp i Antarktis. Den ligger i Sydshetlandsöarna. Argentina, Chile och Storbritannien gör anspråk på området. Toppen på Radnevo Peak är 481 meter över havet.
Terrängen runt Radnevo Peak är kuperad. Havet är nära Radnevo Peak åt nordväst. Trakten är glest befolkad. Närmaste befolkade plats är St. Kliment Ohridski Base, 13,3 kilometer sydväst om Radnevo Peak. 